# Konvekta
Die Konvekta AG ist ein mittelständisches Unternehmen. Es produziert Klimaanlagen zum Einsatz in Bussen, Arbeitsmaschinen und Schienenfahrzeugen, sowie Transportkühlanlagen und Kabinenklimaanlagen für LKW. Das Unternehmen mit Sitz in Schwalmstadt im Schwalm-Eder-Kreis in Nordhessen beschäftigt weltweit rund 500 Mitarbeiter.

## Unternehmensgeschichte
Das Unternehmen wurde 1957 von Carl H. Schmitt als Kachelofenbau gegründet. 1960/1961 wandelte Schmitt das Unternehmen um und gründete die „Konvekta GmbH für Heizungs- und Klimasysteme“; später hat er die GmbH in eine Aktiengesellschaft umgewandelt. Das Unternehmen ist heute außer in Deutschland auch in der Türkei, sowie in Argentinien, Indonesien und China mit Produktionsstätten vertreten. Die Unternehmung befindet sich bis heute zu 100 % in Familieneigentum.
Konvekta war der erste europäische Hersteller, der in Serie mobile Klimaanlagen mit dem damals neuen Ersatz-Kältemittel R134a produzierte. 1994 wurde von Konvekta die weltweit erste Omnibus-Klimaanlage mit Kohlenstoffdioxid als Kältemittel auf der Internationalen Automobil-Ausstellung (IAA) vorgestellt, zur Serienreife weiterentwickelt und ab 1996 als erste im Nahverkehr eingesetzt.

## Auszeichnungen
1999 erhielt Konvekta den Sonderpreis der Hessischen Technologiestiftung im Wettbewerb „Förderpreis innovativer Mittelstand“ für die Entwicklung von Klimaanlagen mit Kohlendioxid als Kühlmittel.
Im Jahr 2000 wurde Konvekta mit seiner CO2-Klimaanlagentechnologie als eines von etwa 300 offiziellen Projekten der Weltausstellung EXPO 2000 in Hannover ausgewählt. Im selben Jahr wurde dem Unternehmen im Rahmen des von der Europäischen Union veranstalteten „Europäischen Wettbewerbs für eine bessere Umwelt“ der 2. Preis für umweltfreundliche Technologien zuerkannt.
Im Jahr 2007 erhielten der frühere Vorstand und heutige Aufsichtsratsvorsitzende der Konvekta AG, Carl H. Schmitt, und Jürgen Köhler den von der Deutschen Bundesstiftung Umwelt vergebenen Deutschen Umweltpreis, den am höchsten dotierten Umweltpreis Europas. Gewürdigt wurde damit das Engagement der Firma in der Entwicklung innovativer und umweltfreundlicher Klima- und Kälteanlagen für den Fahrzeugbau.
2013 erhielt die Konvekta AG das Busworld Innovation Label für die Entwicklung einer Klimaanlage, die mit dem Kältemittel CO2 betrieben wird. Diese Auszeichnung wurde auf der Busworld im belgischen Kortrijk verliehen.